# Théorie des cordes de type II
Pour un article plus général, voir Théorie des cordes.
En physique théorique, la théorie des cordes de type II est l'un des trois types de cordes.  Elle ne contient que des cordes fermées qui évoluent dans dix dimensions.  Cette théorie inclut les cordes de type IIA et IIB.
- La théorie effective de la corde IIa est non-chirale : la moitié (16) des supercharges d'espace-temps possèdent une hélicité +1 et l'autre moitié une hélicité -1. La théorie correspondante sur la feuille d'univers est cependant chirale en deux dimensions[1] car la projection GSO utilisée n'est pas la même dans le secteur holomorphe et le secteur anti-holomorphe de la feuille d'univers

- La théorie effective de la corde IIb est chirale : toutes les 32 supercharges possèdent la même hélicité. La théorie correspondante sur la feuille d'univers est cependant non-chirale en deux dimensions car la projection GSO utilisée est la même dans le secteur holomorphe et le secteur anti-holomorphe de la feuille d'univers. Cette non-chiralité sur la feuille d'univers implique alors l'existence d'une symétrie de parité échangeant secteur holomorphe et secteur anti-holomorphe de la corde IIb. Si on l'associe à une transformation de parité sur l'espace-cible[2] on obtient alors un orientifold. À cause de la chiralité de la théorie IIa sur sa feuille d'univers, il n'est pas possible de définir d'orientifold de la théorie IIa.

D'après le cadre conceptuel de la théorie M, lorsque la constante de couplage de la corde IIA est très élevée, sa feuille d'univers gagne une dimension supplémentaire ainsi que l'espace-cible par un processus de décompactification qui est le contraire d'une réduction dimensionnelle.